# Aube (dipartimento)
L'Aube (/ob/) è un dipartimento francese della regione Grand Est. Confina con i dipartimenti della Marna a nord, dell'Alta Marna a est, della Côte-d'Or a sud-est, della Yonne a sud-ovest e della Senna e Marna a ovest.
Nel 1790 fu formato con territori delle antiche province di Champagne (per la maggior parte) e della Borgogna.
Il dipartimento comprende 33 cantoni. Le principali città, oltre al capoluogo Troyes, sono Romilly-sur-Seine, Bar-sur-Aube, Bar-sur-Seine e Nogent-sur-Seine.

## Storia
Il territorio fu sede delle tribù galliche dei Tricassini (ad ovest) e dei Lingoni (ad est). I primi, insieme ai Senoni, parteciparono al saccheggio gallico di Roma del 390 a.C. Nel loro capoluogo (Traecae, oggi Troyes), poco prima della spedizione cesariana del 58-51 a.C., veniva battuta moneta. Non vengono citati nel De bello Gallico di Cesare, ma sono nominati tra i popoli della Gallia da Plinio il Vecchio. Dopo la conquista romana, la città di Traecae prese il nome di Augustobona e il territorio fece parte della provincia della Gallia Lugdunense (dopo la riforma di Diocleziano della Lugdunense IV).
Dalla metà del III secolo si iniziò a diffondere nella regione il Cristianesimo, ad opera inizialmente dei santi Potenziano e Saviniano, originari di Samo. Nel 259 vi venne martirizzato San Patroclo e nel 275 Santa Giulia, insieme a venti notabili dell'attuale Troyes. Un episcopato, retto da Sant'Amatore, è attestato nella città a partire dal 340 DC.
In questo stesso periodo si ebbero le rivolte dei Bagaudi, contadini e piccoli proprietari rovinati dal fisco imperiale che si erano trasformati in briganti, saccheggiando città e campagne. In particolare si ebbero gravi saccheggi nel 286. Nel 360 Troyes fu presa dopo un breve assedio dal futuro imperatore Giuliano.
Nel 451 gli Unni di Attila e i loro alleati Ostrogoti e Gepidi furono sconfitti da un esercito romano comandato dal generale Flavio Ezio alleato con i Visigoti e gli Alani, nella battaglia dei Campi Catalaunici.
Nel 484 il territorio del dipartimento entrò a far parte del regno dei Franchi di Clodoveo: da quest'epoca la regione prese il nome di Campania o Champagne, per le sue vaste e fertili pianure. Nella suddivisione del regno venne attribuita al regno di Austrasia (511 DC). Nelle lotte tra Neustria e Austrasia fu messo a morte nel 598 il duca di Champagne Wintrione.
Troyes fu saccheggiata dagli Arabi di Spagna nel 720 e dai Normanni nell'889. Nel X secolo il vescovo di Troyes Ansegiso, che era riuscito a fermare una seconda incursione normanna, tentò di sostituirsi al conte Roberto, e cacciato da costui tornò a porre, l'assedio alla città con l'aiuto dell'imperatore tedesco Ottone, ma senza successo.
Il territorio del dipartimento fu un centro monastico (dalle prime abbazie benedettine, quali Moustier-la-Celle, Notre-Dame-aux-Nonains-Montiéramey, a cui si aggiunse quella di Molesmes, poi di Citeaux) alla celebre abbazia di Chiaravalle (Clairvaux), fondata da Bernardo di Chiaravalle nel 1115. Nel 1120 l'oratorio del Paracleto venne fondato a Troyes da Abelardo e ne divenne badessa Eloisa.
A Troyes si sviluppò anche un'importante scuola talmudica, che fu tra i centri culturali giudaici più importanti nel XII secolo, nella quale svolse la sua attività il rabbino Rachi (1040-1105), uno dei maggiori commentatori biblici del suo tempo.
Nel XIII secolo inizia la grande rinomanza della fiera di Troyes, frequentata dai mercanti di tutta Europa e che declinò solo nel XVI secolo (ma riprese nuovamente nel 1694).
Nel 1361 tutta la Champagne fu annessa ai possedimenti reali. Nel 1420 fu siglato a Troyes il trattato tra Carlo VI di Francia ed Enrico V di Inghilterra, con cui la figlia del primo venne data in sposa al re d'Inghilterra, che diveniva erede e successore di Carlo sul trono di Francia al posto del figlio del re. La successiva lotta tra Carlo VII per contrastare le mire del re di Inghilterra vide la partecipazione di Giovanna d'Arco. La città di Troyes che Giovanna si accingeva a mettere sotto assedio, le aprì le porte nel 1429.
Durante le lotte tra Luigi XI e il ducato di Borgogna, Troyes fu spesso quartier generale del re di Francia. La Champagne subì le conseguenze delle lotte tra Francesco I e Carlo V e nel 1524 Troyes venne saccheggiata e incendiata dalle truppe imperiali.
Il territorio subì ancora le conseguenze delle Guerre di religione e fu insanguinato dalle vittime della Notte di San Bartolomeo nel 1572. Le città aprirono le porte al re Enrico IV solo dopo la sua abiura (1593-1594).
Nel 1814 si combatté in questo territorio la disperata resistenza di Napoleone contro gli alleati che avevano invaso la Francia. Dopo i Cento giorni del ritorno napoleonico il dipartimento dovette subire tre anni di occupazione straniera, fino al 1818. Fu nuovamente occupato dalle armate prussiane tra il 1870 e il 1871.
Durante la seconda guerra mondiale subì bombardamenti sia tedeschi che alleati, che causarono notevoli distruzioni.

## Cultura

### Patrimonio architettonico
Nel territorio del dipartimento sono compresi 142 monumenti storici ufficialmente riconosciuti e altri 226 censiti, 5 siti riconosciuti e 18 censiti e un settore di salvaguardia per il centro storico di Troyes.
Sono di proprietà statale tre edifici monumentali: l'abbazia di Chiaravalle (XII secolo), la cattedrale dei Santi Pietro e Paolo a Troyes (XIII secolo) e il castello di La Motte Tilly (1755).
L'architettura locale è caratterizzata dall'utilizzo di calcari gessosi e teneri (che richiedono grandi opere di manutenzione), di arenaria, di mattoni seccati o cotti. Il mattone viene spesso associato ai calcari gessosi. La copertura con le stoppie è quasi del tutto scomparsa, mentre ad est si sono diffusi i tetti a tegole e coppi "alla romana".
Importante il patrimonio di archeologia industriale, legato allo sviluppo dell'industria della maglieria nel XIX secolo.

## Geografia fisica

### Territorio
Verso sud-est, il territorio è accidentato e pittoresco, ricco di foreste, con colline calcaree, con le alture più elevate del Bois-du-Mont  (366 m) e della Tête-aux-Loups. Queste elevazioni si collegano all'altopiano delle Langres e al basso massiccio della Côte-d'Or, che fa da spartiacque tra i corsi fluviali diretti verso l'Atlantico, tra i quali la Senna, e quelli che fanno parte dei bacini della Saona e del Rodano, diretti verso il Mediterraneo. Nascono qui sia la Saona, che la Senna.
La parte nord-occidentale fa parte della Champagne Pouilleuse o "Champagne Sterile", con rilievi arrotondati e altopiani di creta dura, quasi privi di vegetazione, tranne che nelle vallate, fresche e umide e con sorgenti a volte di notevole portata.

### Clima
Il clima è temperato, non del tutto continentale visto che mancano rilievi elevati che frenino la lontana influenza marittima. Il dipartimento è in parte compreso nella regione climatica parigina (o "sequana", del bacino della Senna), con temperature moderate e tempo estremamente variabile. La zona sud-orientale rientra invece nella zona climatica dei Vosgi, con temperature più fredde, primavere tardive ed estati precoci.
Le temperature si addolciscono man mano che il rilievo degrada, verso nord-est. La piovosità è scarsa (750 mm annui)

## Società

### Evoluzione demografica
La popolazione del dipartimento è in lenta crescita, con un basso indice di natalità e un crescente invecchiamento.
L'agglomerazione urbana di Troyes sfiora i 129 000 abitanti, e qui si stabiliscono circa la metà dei nuovi arrivi, in particolare i più giovani (attrazione del polo universitario).
La seconda città, Romilly sur Seine, ha circa 15 000 abitanti.

## Economia
Le terre coltivate rappresentano circa il 63% del territorio e l'agricoltura si divide tra le culture dei cereali e della barbabietola da zucchero e una forte viticoltura nella regione di sud-est. Recentemente si è inoltre sviluppata una certa diversificazione, con coltivazioni di patate e legumi. Sono inoltre presenti attività agro-industriali (zuccherifici, distillerie, stabilimenti vinicoli, trasformazione dei legumi). Lo sfruttamento forestale e la lavorazione del legno sono anche presenti.
L'industria è caratterizzata dal declino del settore tessile (tradizionale maglieria) e dello sviluppo della metallurgia.
Nel settore terziario lo sviluppo è dovuto al polo universitario dell'Università e alla ripresa della tradizionale attività fieristica, con centri di immagazzinaggio e negoziazione.
Le attività economiche sono concentrate principalmente nel capoluogo Troyes, mentre la seconda città, Romilly sur Seine ha visto declinare le proprie attività industriali. La rete di piccoli borghi rurali soffre delle piccole dimensioni e della distanza dai grandi assi di comunicazione.